# Мультиплексный анализ

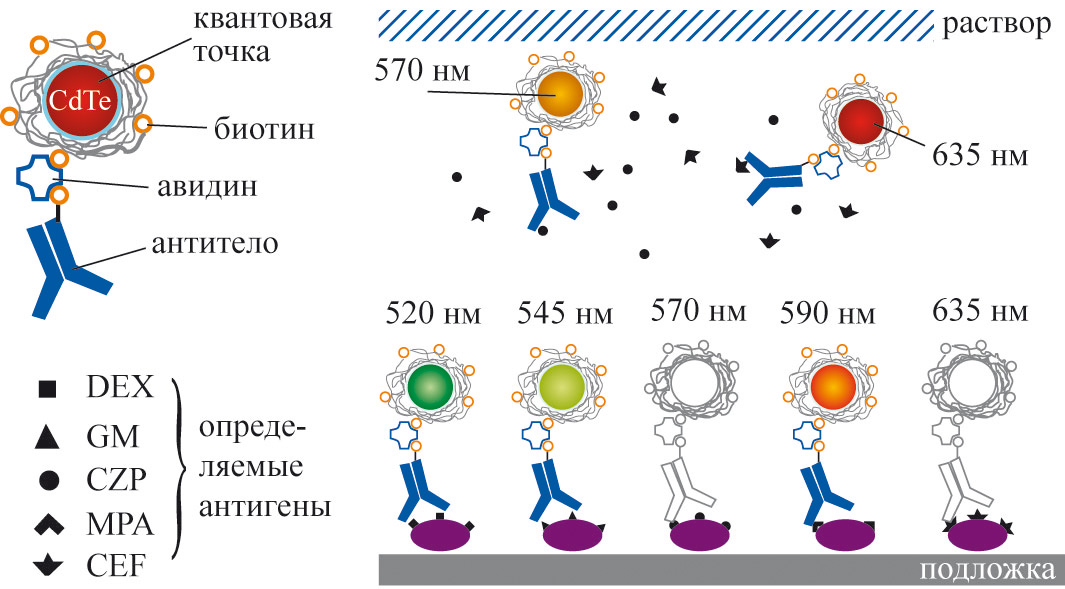
Мультиплексный иммунный анализ биомаркеров на основе антител, конъюгированных с флуоресцентными квантовыми точками из CdTe. Приведенный пример анализа основан на конкурентной реакции специфических антител с антигенами в исследуемом образце и на стандартной подложке. Присутствие антигена в образце приводит к снижению связывания антител с подложкой и пропорциональному снижению флуоресценции соответствующих квантовых точек, севших на подложку.

Мультиплексный анализ (англ. multiplex assay) — тип медико-биологических аналитических методов, позволяющих одновременно измерять наличие многочисленных сложных молекул в одном биологическом образце.

## Описание
Мультиплексные анализы предназначены для детектирования в биологическом образце различных биомолекул (от 10 до 1000) одного класса (ДНК, РНК или белков). В соответствии с типом детектируемых молекул, анализ базируется на использовании набора нуклеиновых кислот или белков. Например, мультиплексный иммунологический метод основан на применении латексных микрошариков, каждый из которых покрывается определённым типом антител и кодируется определённой комбинацией флуоресцентных квантовых точек. Метод позволяет определить от 10 до 100 биологических маркеров в капле крови пациента в течение нескольких минут.